# Chupaca
Chupaca är en peruansk stad, centralort i Chupacadistriktet och Chupacaprovinsen i Junín. Staden är belägen i Mantarodalen i centrala delarna av peruanska Anderna.

## Geografi
Chupaca är ligger på en höjd av 3 263 m ö.h., åtta kilometer väster om Huancayo och 297 km från Lima, med ett tempererat och torrt klimat. Den kallas Ciudad Heroica (”Heroisk stad”) till minne av striden den 19 april 1882, då invånarna kämpade mot de chilenska styrkorna som hade invaderat centrala bergskedjan.

## Näring
En stor del av befolkningen ägnar sig åt jordbruk och aktiviteter i samband med detta.

## Fauna
Djurlivet i Chupaca är anpassat efter de andinska förhållandena. Representativa djur är Glitteröronkolibri (Colibri coruscans), Amerikansk rörhöna (pollona negra, Gallinula galeata), Magellanräv (Zorro andino, Lycalopex culpaeus), Tschudimarsvin (cuy silvestre, Cavia tschudi) och Stenocercus (lagartija andina, Stenocercus spp.)-

## Sevärdheter
Sjön Ñahuimpuquios yta är sju hektar och sjön utnyttjas för uppfödning av öring. På sidan av sjön finns en kulle med de arkeologiska lämningarna av Arhuaturo.
Arhuaturo ligger på östra sidan av sjön Ñahuimpuquio, med gamla sten- och lerkonstruktioner, orienterade i riktning norr-söder, och byggda så att de utnyttjar solstrålningen.